# Nesseby
Nesseby är en kyrkby i Nesseby kommun i Finnmark fylke i norra Norge. Byn ligger vid Europaväg 75, på norra sidan av Varangerfjorden.